# Фарфанянка
Фарфанянка — ландшафтний заказник місцевого значення. Об'єкт розташований на території Надвінянського району Івано-Франківської області, Довбушанське лісництво, квартал 20, виділ 4; квартал 21, виділ 10.
Площа — 58,0000 га, статус отриманий у 2008 році.